# Seeleinsbühl
Seeleinsbühl ist die Bezeichnung für einen früheren Statistischen Bezirk von Nürnberg. Der Name Seeleinsbühl hat sich als Begriff in Nürnberg gehalten.

## Geographische Lage
Seeleinsbühl liegt im Westen von Gostenhof, einem Stadtteil von Nürnberg. Der Ortsteil erstreckte sich zwischen Maximilianstraße und Eberhardshof.

## Geschichte
1898 wurde Seeleinsbühl nach Nürnberg eingemeindet.

## Kirchen
Die evangelisch-lutherische Gemeinde Seeleinsbühl-Leyh umfasst die Epiphaniaskirche und die Erlöserkirche. Die Epiphaniaskirche an der Maximilianstraße wurde am 27. September 1970 eingeweiht.
In der Nähe, etwas nach hinten versetzt, befindet sich eine rumänisch-orthodoxe Kirche.

## Infrastruktur
Seeleinsbühl liegt im Wesentlichen an  der Fürther Straße und der Maximilianstraße in Nürnberg. An der Kreuzung dieser beiden Magistralen befindet sich der U-Bahnhof Maximilianstrasse. Er gehört zur U-Bahn Linie 1 (Fürth–Langwasser). Das Gebiet war lange Jahre vom Versandhaus Quelle geprägt; die Firma Quelle ist seit 2009 insolvent.